# Gheorghe Leonida
Gheorghe Leonida (Galați, 1892 – Bucarest, 1942) è stato uno scultore rumeno, noto per aver creato la testa del Cristo Redentore, la statua di Gesù Cristo a Rio de Janeiro, Brasile.

## Biografia

### Infanzia e studi
Gheorghe Leonida nacque a Galaţi, nel 1892 (1893 secondo altre fonti). Provenendo da un'influente famiglia della classe media, fu il penultimo tra 11 bambini. Tra i suoi fratelli c'era la prima ingegnere al mondo Elisa Leonida Zamfirescu e anche l'ingegnere Dimitrie Leonida. Quando suo padre, un ufficiale di carriera, fu costretto a lasciare Galaţi, Gheorghe si diplomò al liceo di Bucarest, dove continuò i suoi studi presso il Dipartimento di scultura del Conservatorio di Belle Arti.

### Carriera artistica

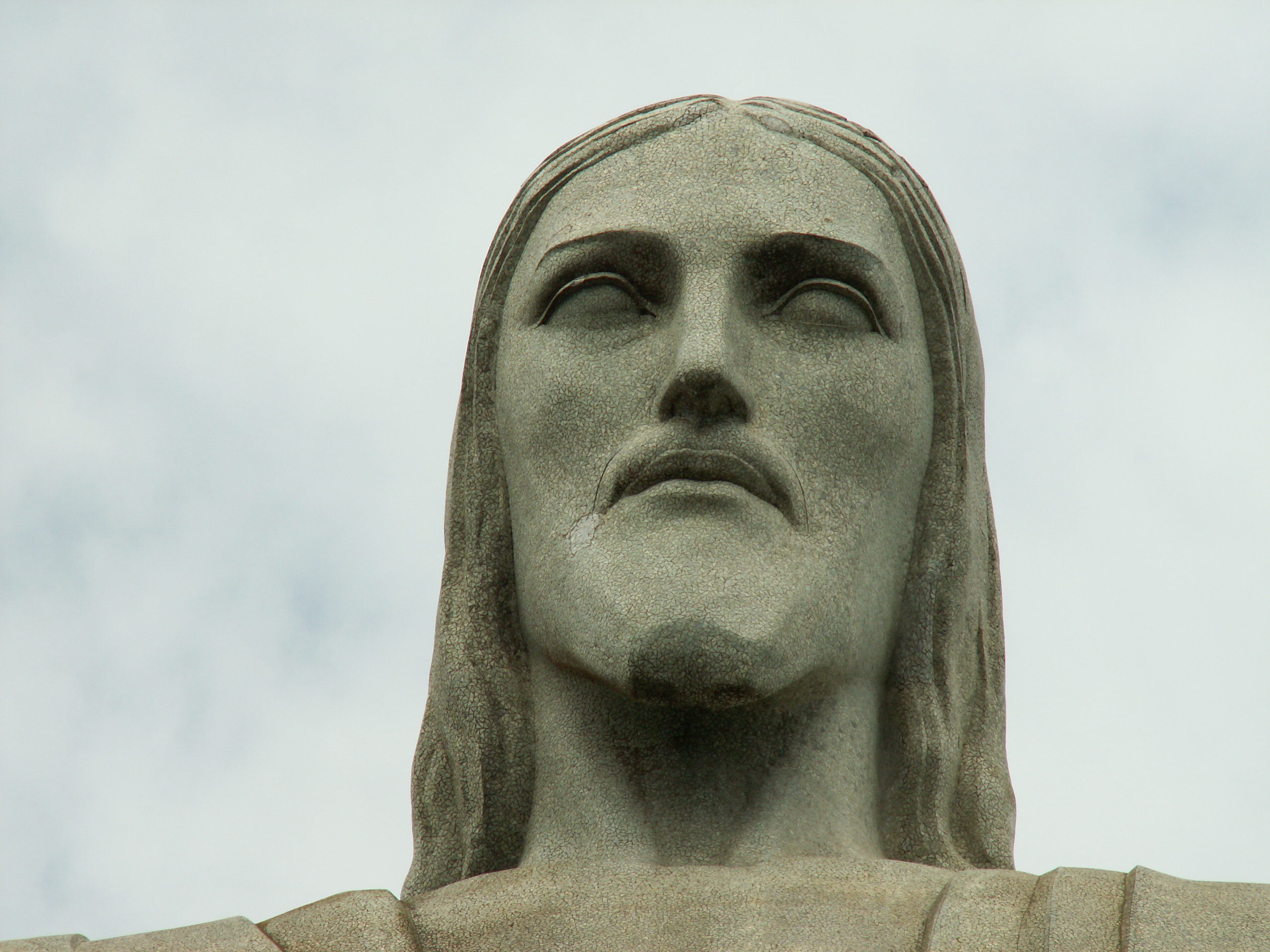
Una vista ravvicinata del volto di Cristo Redentore.

Fece il suo debutto nel mondo dell'arte 1915 in un salone nazionale), ma dovette interrompere per l'inizio della guerra. Dopo aver combattuto durante la prima guerra mondiale, Leonida continuò gli studi d'arte in Italia per tre anni, e le sue opere ricevettero premi a Roma (per l'opera Reveil) e Parigi (Le Diable).
Nel 1925, si trasferì a Parigi, dove Paul Landowski aveva appena ricevuto l'incarico di scolpire la statua del Cristo Redentore. Leonida fu ingaggiato da Landowski per scolpire la testa della statua. I lavori iniziarono nel 1926 e furono completati nel 1931. L'opera realizzata in stile art déco, dell'altezza di 30 metri (8 metri solo il basamento), con 28 metri di apertura delle braccia ed il peso di 635 tonnellate, collocata a 700 metri di altitude, fu inaugurata il 12 ottobre del 1931.
(Pavel Şuşară)
Dopo il suo ritorno in Romania, Leonida continuò a scolpire. Le sue opere possono essere viste al Castello di Bran, al Museo Nazionale d'Arte e ad altri importanti musei di Bucarest, oltre che in collezioni private.
Morì nella primavera del 1942 a 49 anni, cadendo dal tetto della sua casa di famiglia a Bucarest, mentre raccoglieva fiori di tiglio.

## Opere
- Cristo Redentore (testa)
- Reveil, esposta all'interno del Salone Internazionale d'Arte di Roma
- Prometeu
- Sfântul Gheorghe, opera realizzata in quatro copie custodite una nella casa di Mihai Cantuniari, una seconda al Castello di Bran portata dalla Regina Maria[3], la terza al MNAR e l'ultima al Museo Tecnico nel parco Carol I.
- Mefisto, presente nel Museo Tecnico del parco Carol I di Bucarest.
- Queen Marie’s Bust[10][11]
- Re Ferdinand (Regele Ferdinand)[12]
- Re Carlo II (Regele Carol al II-lea)
- Re Mihai (Regele Mihai)
- Soldato ferito (Ostaş rănit)
- Fanterista rumeno (Infanterist român)
- Ninfa (Naiadă)
- Eva, silhouette femminile in bronzo che tiene in mano una mela, opera esposta al Muzeul Naţional de Artă al României (MNAR)
- Donna seduta (Femeie şezând)
- Bambina che legge (Fetiță citind)[13]
- Danza indiana (Dans indian)
- Pietà
- Sognare (Visare)
- Nudo con sciarpa azzurra (Nud cu eşarfă albastră)

## Premi
- Premio al Salone Nazionale d'Arte din Roma, per Reveil (1925)
- Grand Prix al Salon des artistes di Parigi, per Le diable (1925)